# マルコ・ユリハンヌクセラ
マルコ・ユリハンヌクセラ（Marko Yli-Hannuksela、1973年12月21日 - ）は、フィンランドのレスリング選手。南ポフヤンマー県イルマヨキ出身。2004年アテネオリンピックレスリンググレコローマンスタイル74kg級で銀メダルを獲得。2000年シドニーオリンピック同種目76kg級でも銅メダルを獲得した選手である。

## 実績
- オリンピック
  - 2000年シドニーオリンピック　銅メダル
  - 2004年アテネオリンピック　銀メダル
- 世界選手権
  - 優勝　1997年
  - 2位　2006年
  - 3位　2005年
- ヨーロッパ選手権
  - 3位　1995、2002年